# Довжик (Житомирський район)
До́вжик — село в Україні, в Оліївській сільській територіальній громаді Житомирського району Житомирської області. Населення становить 611 осіб (2001).

## Історія
У 1906 році — село Троянівської волості Житомирського повіту Волинської губернії. Відстань від повітового міста 4 версти, від волості 24. Дворів 22, мешканців 143.
До 14 липня 2017 року село входило до складу Кам'янської сільської ради Житомирського району Житомирської області.

## Населення

### Мова
Розподіл населення за рідною мовою за даними перепису 2001 року:
| Мова            | Кількість | Відсоток |
| --------------- | --------- | -------- |
| українська      | 574       | 93.94%   |
| російська       | 35        | 5.73%    |
| інші/не вказали | 2         | 0.33%    |
| Усього          | 611       | 100%     |